# 太平镇 (西峡县)
太平镇，是中华人民共和国河南省南阳市西峡县下辖的一个乡镇级行政单位。
2016年10月，入选住建部评选的第一批“中国特色小镇”。

## 行政区划
太平镇下辖以下地区：
上口村、回龙寺村、黄石庵村、细辛村、松树门村、塘寺沟村、太平镇村、下河村、东坪村、鱼库村和银寺沟村。